# Clarke (rivière de Tasman)
Pour les articles homonymes, voir Clarke.
La rivière Clarke (anglais : Clarke River) est un cours d’eau du districtde Tasman, dans la région de Tasman, une des trois rivières de ce nom de l’Île du Sud de la Nouvelle-Zélande. C'est un affluent de la rivière Baton et donc un sous-affluent du fleuve Motueka

## Géographie
Elle prend naissance dans le Parc national de Kahurangi sur le flanc est du Mt Sodom à 1 565 m d’altitude et du Mt Gomorrah à 1 592 m de haut, à 1 390 m d'altitude, s’écoulant vers le sud-ouest puis le nord-est avant de rejoindre la rivière Baton à 10 km au nord-ouest du centre ville de Tapawera.